# Revue internationale des sociétés secrètes
La Revue internationale des sociétés secrètes (Riss) (in italiano: "Rivista internazionale delle società segrete"), "organo della Ligue franc-catholique", fu un periodico di Parigi, edito tra il 1912-1914 e il 1920-1939 e diretto da Mons. Ernest Jouin, con il contributo del giornalista Charles Nicoullaud sotto lo pseudonimo  di "Fomalhaut", del giornalista Pierre Virion, sotto gli pseudonimi di "J. Boicherot" e "Lefrançois",  del marchese de la Franquerie, di Gustave Bord per le vicende storiche della Massoneria e, per la parte occultista, Harald Richard - anche parapsicologo-  e Paul Boulin - romanziere nazionalista e  monarchico (entrambi sacerdoti) .

## Descrizione
Fu una rivista cattolica tradizionalista pubblicata dalla Ligue franc-catholique,  la cui linea editoriale era antimassonica e antisemita, con tendenza alle teorie del complotto. Nei suoi articoli furono denunciate le trame di società segrete esoteriche, fatte risalire ai « giudei occulti ».
La R.I.S.S. contribuì alla diffusione dei Protocolli dei Savi di Sion ed esercitò una notevole influenza sulla letteratura complottista. La rivista accusò il Rotary Club di essere un'organizzazione para-massonica.
La R.I.S.S.  tradusse in francese il libro di Arthur Preuss Étude sur la franc-maçonnerie américaine, che fu un successo, con 5 edizioni entro il 1924. Nel corso del tempo, la pubblicazione aveva assunto un carattere che René Guénon ma anche i promotori della rivista La Foi Catholique vollero, a più riprese, definire con sospetto; in effetti, a partire dalla fine degli anni '20, il periodico divenne espressione di un punto di vista, specie  sulla Massoneria, affatto conforme alle direttive dei vertici, razzisti, dell'Action Francais. Del resto, negli anni '20 e '30 la qualità della cultura dei collaboratori della R.I.S.S. era già scarsa, basta appurarne , sempre sulle colonne di questo periodico, l'attribuzione del pendolo di Chevreul a uno spiritista francese del ventesimo secolo; la fantasiosa notizia che la mistica inglese Joanna Southcott abbia  trascorso gli anni della sua vecchiezza in Finlandia.